# L'Église chez elle et l'État chez lui

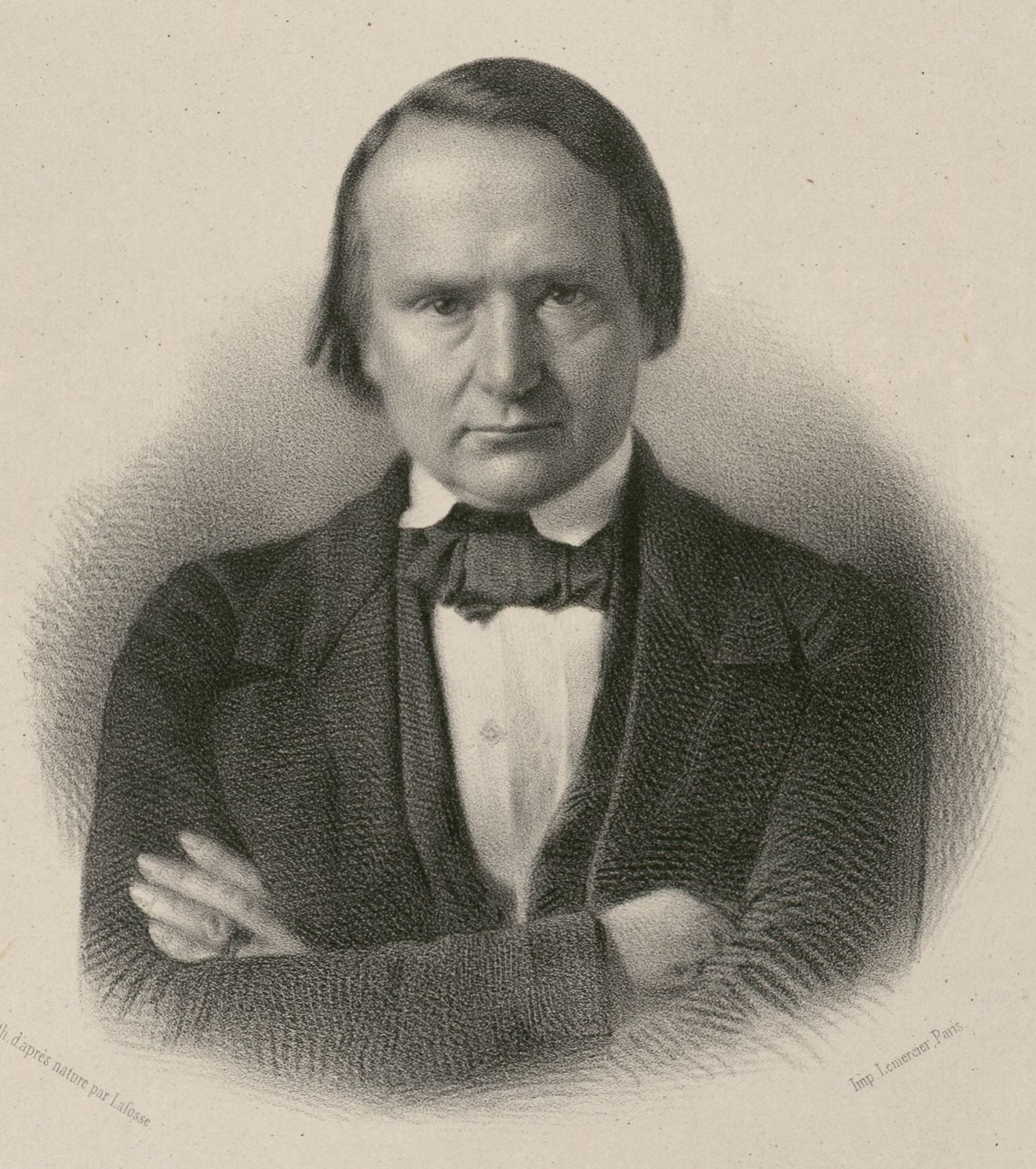
Victor Hugo, député de la deuxième République en 1848, galerie des représentants du peuple de l'Assemblée nationale française, Paris

« L’Église chez elle et l’État chez lui » est une citation extraite d'un discours de Victor Hugo prononcé le 14 janvier 1850  à l'Assemblée nationale.
Cette phrase, qui évoque la séparation de l'Église et de l'État telle que la souhaitait l'écrivain français, sera souvent reprise pour exprimer l'application de la laïcité, notamment en 1905, lors de l'application de la Loi de séparation des Églises et de l'État, adoptée le 9 décembre 1905.

## Origine

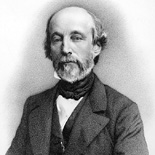
Alfred de Falloux.

Cette phrase a été prononcée à l'Assemblée nationale, durant une intervention, par Victor Hugo, alors député de la Seine, lors de la discussion du projet de Loi, portant sur l'instruction publique et qui sera dénommée loi Falloux lors de sa promulgation le 15 mars 1850. Ce projet de Loi, porté, à l'origine, par le ministre de l'Instruction publique Alfred de Falloux et maintenu par son successeur Félix Esquirou de Parieu, aborde tous les aspects de l'éducation et laisse une place importante à l'enseignement confessionnel.
La phrase, remise dans son contexte, souligne l'attachement de l'écrivain à une séparation réelle des affaires religieuses des affaires de l'État, s'appuyant ainsi sur une vision laïque de l'enseignement, telle qu'elle sera effective un demi-siècle plus tard :
« [...] Jusqu'au jour, que j'appelle de tous mes vœux, où la liberté complète d'enseignement pourra être proclamée, et en commençant je vous ai dit à quelles conditions, jusqu'à ce jour-là, je veux l'enseignement de l'Église en dedans de l'Église et non dehors. Surtout je considère comme une dérision de faire surveiller, au nom de l'État, par le clergé l'enseignement du clergé. En un mot, je veux, je le répète, ce que voulaient nos pères, l'Église chez elle et l'État chez lui [...] »

## Évocation et postérité
L'historien français Jean-Paul Scot est l'auteur d'un livre dénommé L'État chez lui, l'Église chez elle : Comprendre la Loi de 1905 édité par Seuil en 2005 qui se réfère directement à la citation de Victor Hugo (bien qu'il en inverse les mots mais sans en changer le sens), afin d'évoquer l'histoire de la loi de séparation des Églises et de l'État et du long cheminement qui ont permis, en France, son application.
Durant le XXe siècle et le XXIe siècle, cette citation est souvent reprise par diverses associations laïques afin de défendre le principe de laïcité qui se veut comme un principe d'égalité et de traitement de toutes les croyances,,.
Lors d'une conférence organisée par les archives départementales du Var, le 7 décembre 2017, Patrice Decorte, secrétaire du Comité 1905 de Draguignan, évoque le « combat mené par Victor Hugo pour l'émancipation laïque » en s'appuyant sur cette citation.